# 卢布尔雅那
卢布尔雅那（[ljuˈbljàːna] ⓘ，lybˈlaːna），是斯洛文尼亚的首都及最大城市，也是卢布尔雅那城市市镇的行政中心。面积163.8平方公里，人口约29.3万（2019年统计）。
卢布尔雅那是斯洛文尼亚的政治、經濟和文化中心。该市是斯洛文尼亚中央政府及其各部、国会和总统的驻地。由于交通联系、产业集中、科研机构和产业传统等方面的优势，该市在斯洛文尼亚得以拥有首席经济地位。
卢布尔雅那地处阿尔卑斯山山麓的河谷盆地，风景宜人。城市的建筑氛围明显受到了来自奥地利和意大利的强烈影响，位于河畔的市中心地带，遍布文艺复兴风格、巴洛克风格、新古典主义和新艺术运动风格的古老建筑与桥梁，高地上始建于中世纪的城堡则俯瞰整个古城。卢布尔雅那的另一个特别之处，是其著名的非主流文化中心梅特尔科娃，在反传统的青年人中颇有影响。

## 詞源
语言学家对于卢布尔雅那这个名称的来历意见并不一致。通常认为它虽然与斯洛文尼亚语词汇 ljubljena（亲爱的）非常相似，但只是一个巧合；这个名称可能是从拉丁文alluviana（泛滥的河流）演变而来。还有一些人推测这个名称来源于古代斯拉夫人神话中一个神祇的名字Laburus。也有语言学家将拉丁和斯拉夫两种起源说全都否定，重现出更早的来源Lablana，但是没有得到词源学的确认。
该市的德语名称莱巴赫（Laibach），源自于Laibach（或Laubach），意为“不冷不热的溪流”。其意大利语名称Lubiana是其拉丁语和德语形式的混血。这些名称在历史上曾经非常重要。1980年代，“莱巴赫”这个名称由于莱巴赫乐队而再次广为人知。
1918年以后，斯洛文尼亚不鼓励使用该市的德语名称，在第二次世界大战期间，当纳粹德国试图在德占斯洛文尼亚地區执行激烈的日耳曼化政策时，特别引起了争议。今天，大部分德国人使用Ljubljana这个名称。另一方面，“莱巴赫”这个名称在奥地利和德国南部，以及卢布尔雅那的德国大使馆，仍然得到广泛使用。

## 歷史

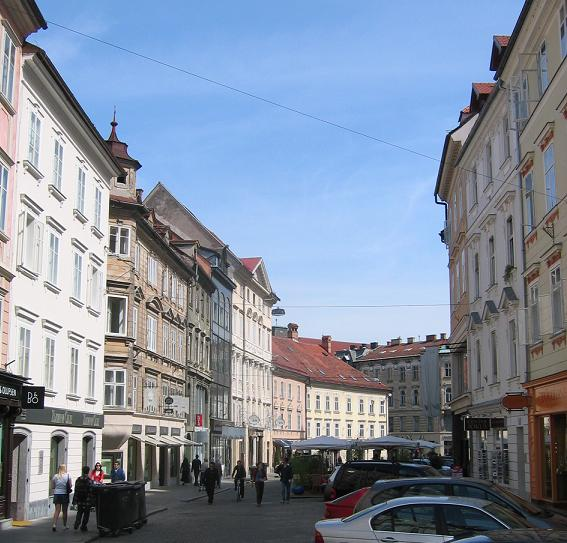
卢布尔雅那城市广场

卢布尔雅那地区已知最早的居民点，是在青铜时代建于水上的木屋。公元15年，罗马帝国在此建立艾摩那殖民地（Colonia Iulia Aemona）。452年，艾摩那被阿提拉的匈人帝國洗劫并摧毁。6世紀時斯拉夫民族的一支斯洛維尼亞人抵達此地。
关于卢布尔雅那最早的文献记载可追溯到1144年（德语Laibach）和1146年（拉丁语Luwigana）。这个居民点在1220年获得城市特权，1335年归属于哈布斯堡王朝的统治之下，直到1918年。这一时期，卢布尔雅那是卡尼奥拉公国的首府。1461年，卢布尔雅那成为教区中心。在中世纪晚期，发展成为一个斯洛文尼亚的文化中心。
哈布斯堡王朝的统治被拿破仑战争所短暂打断，从1809年到1813年，卢布尔雅那成为法国伊利里亚省的省会。从1816年到1849年，卢布尔雅那是伊利里亚王国的首府，奥地利帝国的行政单位之一。1821年，该市举办了萊巴赫會議。1849年，卢布尔雅那开通了到维也纳的第一条铁路；1857年，铁路通的里雅斯特。在19世纪下半叶，在最初与克拉根福的竞争之后，卢布尔雅那形成无可争议的斯洛文尼亚文化中心。
1895年4月14日20时17分，复活节期间，一场地震破坏了该市的很大一部分。这次地震的震级为6.1级，甚至远达佛罗伦萨、维也纳和斯普利特都有震感。当时，卢布尔雅那大约有31,000人口，1,400幢建筑物。大约10%的建筑物遭到摧毁或大规模损坏，后来经过翻建或改变。尽管死伤人数不多，但是地震严重损坏了Vodnik广场老修道院，其中包含教区女子学院和图书馆，因此这座建筑物被迫完全拆毁，后来在此开设了卢布尔雅那的户外中央市场。这次地震使得该市大为扩展，并且相当普遍地改变为新艺术运动建筑，与保存下来的早期的巴洛克风格的建筑一同存在。例如，今天斯洛文尼亚外交部的所在地，而其他许多建筑追溯到紧接着地震之后的时期。重建计划由市长伊凡·赫里巴尔执行，赋予卢布尔雅那现代的新形象。
随着1918年奥匈帝国的崩溃，卢布尔雅那成为塞尔维亚-克罗地亚-斯洛文尼亚王国内斯洛文尼亚的非正式首都，1929年，成为南斯拉夫王国德拉瓦·巴诺维纳的正式省会。
1941年4月，第二次世界大战，德國義大利及軸心国对南斯拉夫的戰役影响到该市，義大利自伊斯特利亞入侵斯洛文尼亞，卢布尔雅那被意軍占领，改设卢布尔雅那省，自1942年起意大利法西斯政府在省內對斯洛文尼亞人實行種族滅絕及屠殺。该市成为地下反法西斯抵抗运动的主要中心之一，1942年2月23日，意大利的佔領政府為了鎮壓斯洛維尼亞抵抗運動，用了30 公里长的铁丝网将城市完全包围起来。在1943年9月意大利投降之后，纳粹德国取代了意大利人占领该市。 该市被德国人和他们的斯洛文尼亚合作者统治，直到1945年5月斯洛文尼亚游击队解放该市。战后，为纪念此事，已经按照战争进程修建了纪念与战友情谊小径（Pot spominov in tovarištva, acronym PST）。
1955年，南斯拉夫总统约瑟普·布罗兹·铁托授予卢布尔雅那市“英雄城市”的称号，因为人民在第二次世界大战中显示出来的英雄主义。第二次世界大战以后，卢布尔雅那成为南斯拉夫斯洛文尼亚社会主义共和国的首府。1991年十日战争后，南斯拉夫人民军撤出，斯洛文尼亚取得独立，仍以该市为首都。

## 地理与气候

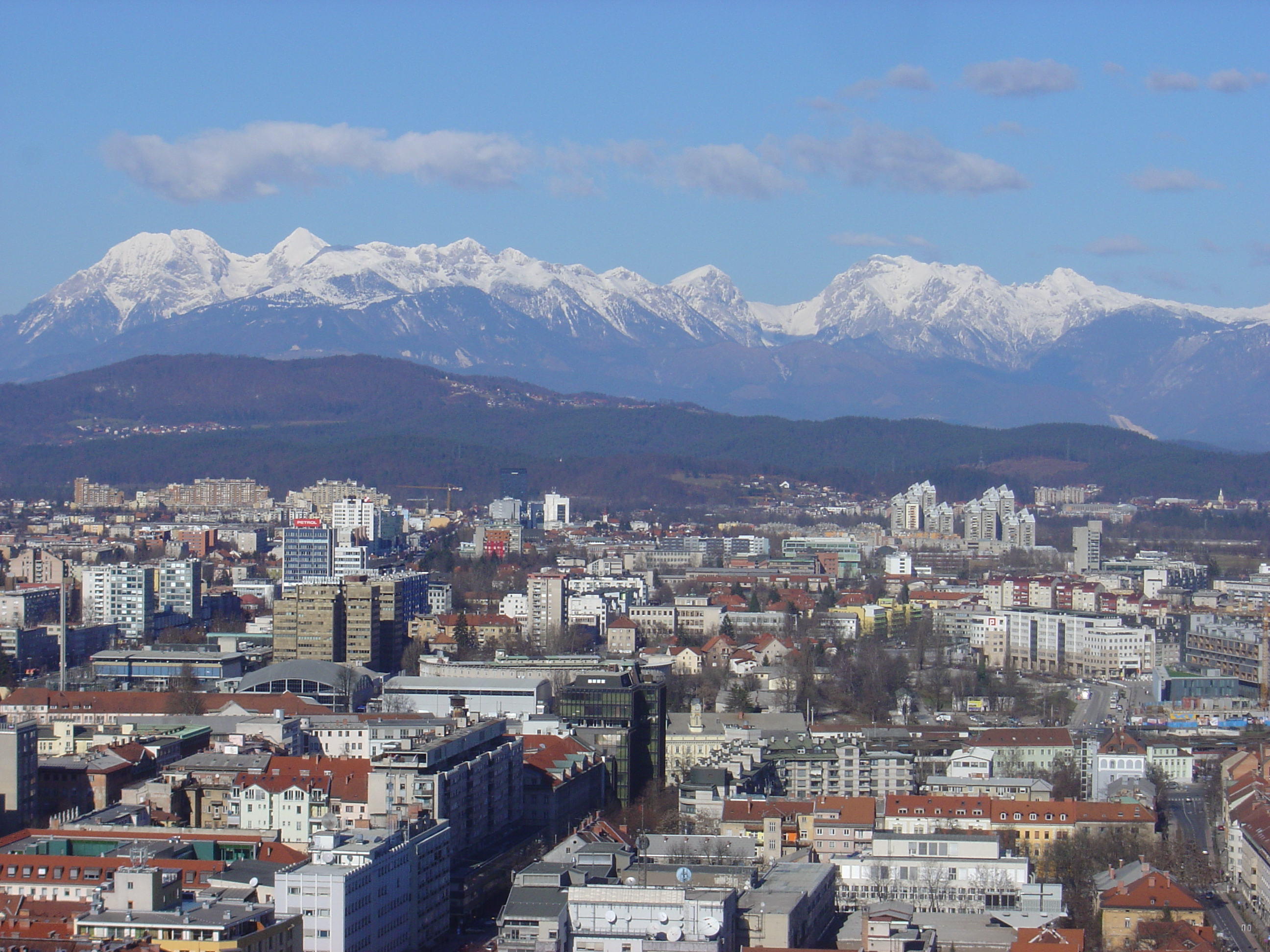
卢布尔雅那市区北部，位于阿尔卑斯山脚下

盧布爾雅那位于东经14.30°，北纬46.03°，位於斯洛維尼亞的中央，薩瓦河上游的盆地，盧布亞那河在此流入薩瓦河。卢布尔雅那的平均海拔高度为298米。
盧布爾雅那的氣候屬海洋性氣候（柯本气候分类法 ），與副热带湿润气候接壤，城市具有夏季溫暖、冬季適度寒冷等大陸性特徵。7月和8月是最溫暖的月份，每日最高溫度通常在25至30°C（77至86°F）之間，而1月則是最冷的月份，氣溫大多在0°C（32°F）左右。盧布爾雅那每年經歷90天的霜凍，其中11天的溫度高於30°C (86 °F)。儘管冬季和春季比夏季和秋季稍微乾燥，但降水在整個季節中分佈相對均勻。
盧布爾雅那年降水量約為1,400毫米（55英寸），使該城市成為歐洲最潮濕的首都之一。雷暴在5月至9月很常見，有時可能很猛烈。12月至2月常下雪；每個冬季平均有48天的積雪記錄。這座城市以霧聞名，每年平均有64天有霧，主要是在秋季和冬季，溫度反轉。
| 盧布爾雅那                                                                            | 盧布爾雅那   | 盧布爾雅那   | 盧布爾雅那  | 盧布爾雅那  | 盧布爾雅那  | 盧布爾雅那  | 盧布爾雅那  | 盧布爾雅那   | 盧布爾雅那  | 盧布爾雅那  | 盧布爾雅那  | 盧布爾雅那  | 盧布爾雅那   |
| 月份                                                                                  | 1月          | 2月          | 3月         | 4月         | 5月         | 6月         | 7月         | 8月          | 9月         | 10月        | 11月        | 12月        | 全年         |
| ------------------------------------------------------------------------------------- | ------------ | ------------ | ----------- | ----------- | ----------- | ----------- | ----------- | ------------ | ----------- | ----------- | ----------- | ----------- | ------------ |
| 历史最高温 °C（°F）                                                                   | 15.8 (60.4)  | 22.3 (72.1)  | 24.3 (75.7) | 27.8 (82.0) | 32.4 (90.3) | 35.6 (96.1) | 37.1 (98.8) | 40.2 (104.4) | 30.3 (86.5) | 25.8 (78.4) | 20.9 (69.6) | 16.7 (62.1) | 40.2 (104.4) |
| 平均高温 °C（°F）                                                                     | 3.4 (38.1)   | 6.4 (43.5)   | 11.4 (52.5) | 16.1 (61.0) | 21.4 (70.5) | 24.6 (76.3) | 27.3 (81.1) | 26.7 (80.1)  | 21.6 (70.9) | 15.9 (60.6) | 8.8 (47.8)  | 3.8 (38.8)  | 15.6 (60.1)  |
| 日均气温 °C（°F）                                                                     | 0.3 (32.5)   | 1.9 (35.4)   | 6.5 (43.7)  | 10.8 (51.4) | 15.8 (60.4) | 19.1 (66.4) | 21.3 (70.3) | 20.6 (69.1)  | 16.0 (60.8) | 11.2 (52.2) | 5.6 (42.1)  | 1.2 (34.2)  | 10.9 (51.6)  |
| 平均低温 °C（°F）                                                                     | −2.5 (27.5)  | −2.0 (28.4)  | 1.7 (35.1)  | 5.8 (42.4)  | 10.3 (50.5) | 13.7 (56.7) | 15.5 (59.9) | 15.2 (59.4)  | 11.5 (52.7) | 7.7 (45.9)  | 2.8 (37.0)  | −1.1 (30.0) | 6.6 (43.9)   |
| 历史最低温 °C（°F）                                                                   | −20.3 (−4.5) | −23.3 (−9.9) | −14.1 (6.6) | −3.2 (26.2) | 0.2 (32.4)  | 3.8 (38.8)  | 7.4 (45.3)  | 5.8 (42.4)   | 3.1 (37.6)  | −5.2 (22.6) | −14.5 (5.9) | −14.5 (5.9) | −23.3 (−9.9) |
| 平均降水量 mm（）                                                                     | 69 (2.7)     | 70 (2.8)     | 88 (3.5)    | 99 (3.9)    | 109 (4.3)   | 144 (5.7)   | 115 (4.5)   | 137 (5.4)    | 147 (5.8)   | 147 (5.8)   | 129 (5.1)   | 107 (4.2)   | 1,362 (53.6) |
| 平均降水天数（≥ 0.1 mm）                                                              | 11           | 9            | 11          | 14          | 14          | 15          | 12          | 12           | 12          | 13          | 14          | 14          | 153          |
| 月均日照時數                                                                          | 71           | 114          | 149         | 178         | 235         | 246         | 293         | 264          | 183         | 120         | 66          | 56          | 1,974        |
| 来源1：Slovenian Environment Agency (ARSO) (data for 1981–2010)                       |              |              |             |             |             |             |             |              |             |             |             |             |              |
| 来源2：Slovenian Environment Agency (ARSO) OGIMET (some extreme values for 1948–2013) |              |              |             |             |             |             |             |              |             |             |             |             |              |

## 人口
在1869年,盧比安納擁有大約22,600居民, 至1931年人口成長至大約60,000人。
根據2002年人口統計，39%的盧比安納居民為天主教徒；30%為無信仰和未回答；19%為無神論者；6%為東正教；5%為穆斯林；剩餘0.7%為基督新教和其他宗教
大約91%的居民使用斯洛維尼亞語為母語。其後為波士尼亞語和塞爾維亞-克羅埃西亞語。
| 1600  | 1700  | 1754  | 1800   | 1846   | 1869   | 1880   | 1890   | 1900   | 1910   | 1921   | 1931   | 1948   | 1953    | 1961    | 1971    | 1981    | 1991    | 2002    | 2010    | 2013    | 2016    | 2019    | 2020    |
| ----- | ----- | ----- | ------ | ------ | ------ | ------ | ------ | ------ | ------ | ------ | ------ | ------ | ------- | ------- | ------- | ------- | ------- | ------- | ------- | ------- | ------- | ------- | ------- |
| 6,000 | 7,500 | 9,400 | 10,000 | 18,000 | 22,593 | 26,284 | 30,505 | 36,547 | 41,727 | 53,294 | 59,768 | 98,599 | 113,340 | 135,366 | 173,853 | 224,817 | 258,873 | 267,008 | 280,088 | 282,994 | 288,307 | 292,988 | 295,504 |

## 分区

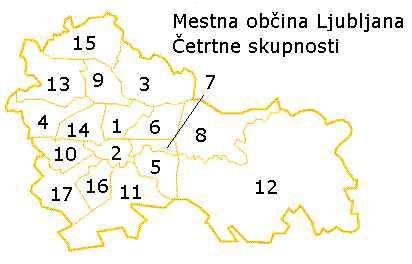
卢布尔雅那分区

卢布尔雅那包括17个区：
| 1. 贝日格勒（Bežigrad） 2. 中区 3. Črnuče 4. Dravlje 5. Golovec 6. Jarše 7. 莫斯泰（Moste） 8. Polje 9. Posavje |  | 1. Rožnik 2. Rudnik 3. Sostro 4. Šentvid 5. 希什卡（Šiška） 6. Šmarna gora 7. 特尔诺沃（Trnovo） 8. Vič |

## 教育

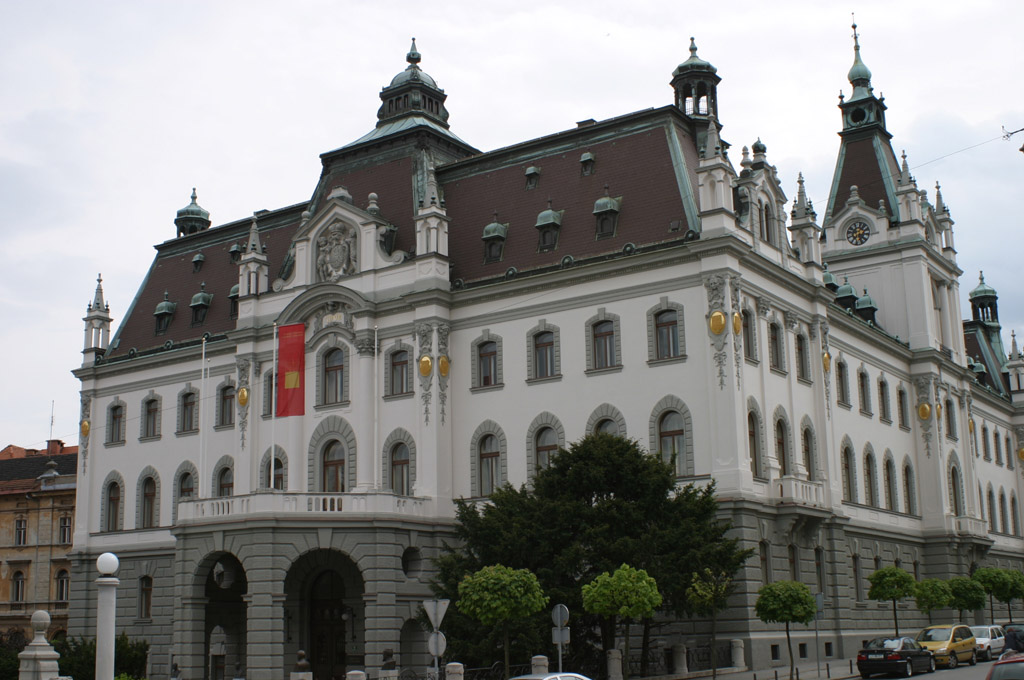
卢布尔雅那大学，前 Carniolan 国会大楼

1693年，学者联谊会（Academia operosorum Labacensis）成立于卢布尔雅那。虽然于1801年关闭，却是成立于1938年的斯洛文尼亚文理科学院的先驱。该市唯一的大学，卢布尔雅那大学成立于1919年。该市还拥有欧洲最古老的交响乐团之一，爱乐协会（Academia Philharmonicorum）成立于1701年。此外，该市还是在全世界拥有10,000名会员的国际学术团体——政治学学生国际协会（IAPSS）的永久驻地。

## 交通
卢布尔雅那的公共汽车由市属的Ljubljanski potniški promet 公司 (LPP)经营。由于在高峰时间面临巨大的交通流量，该市已经就在道路上恢复轻轨系统（卢布尔雅那的有轨电车在1958年停驶）进行了许多讨论。在卢布尔雅那还有许多出租汽车，2006年12月，新建了一个索道上下卢布尔雅那城堡。
卢布尔雅那的郊区覆盖着广阔的郊区公共汽车和郊区火车网络。
盧布爾雅那約熱·普奇尼克機場服务于卢布尔雅那地区。

## 建筑

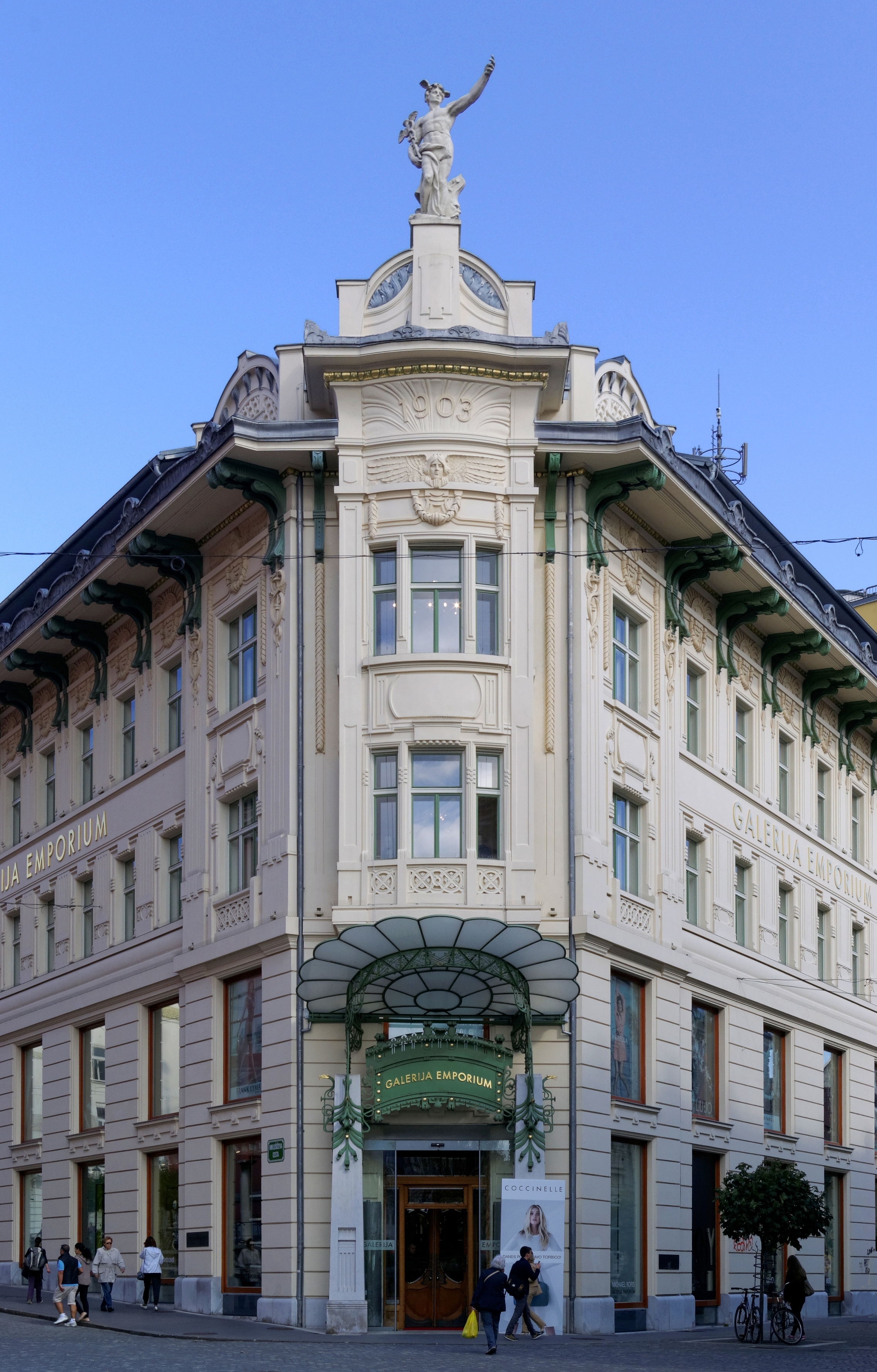
Prešeren 广场的新艺术运动建筑 Urbanc House

卢布尔雅那有着浓烈的阿尔卑斯山氛围，该市的建筑更加强了这一氛围。由于地理上邻近的原因，这里也有一些地中海风味。卢布尔雅那曾经数次被地震摧毁。在1511年的一次地震后，卢布尔雅那以文艺复兴风格进行重建。该市受到1895年地震的严重损坏，重建时采用新古典主义和新艺术运动风格。该市的巴洛克建筑主要是受到意大利巴洛克建筑的影响。主教座堂由Andrea Pozzo设计于1701年，而圣 Ursula教堂显示了帕拉迪奥特色，Francesco Robba设计了喷泉。城堡是该市最显著的特征之一，始建于中世纪，经过了翻新。该市兴建于20世纪初的大片区域，包括几座桥梁，体现了本地建筑师作品的特点。其最著名的高层建筑物之一是Nebotičnik。

## 文化
在卢布尔雅那的市中心，坐落着国家美术馆和现代美术馆，展示斯洛文尼亚最伟大的艺术品。
卢布尔雅那还有大规模的非主流文化中心Metelkova街，设在过去南斯拉夫的军营内，大体上类似于柏林的艺术家鬼屋。在Metelkova 举办电影和演说，以及音乐会（以另类摇滚为主）。这里有许多音乐节，主要是古典音乐和爵士乐，例如卢布尔雅那夏季艺术节（Ljubljanski poletni festival），以及世界音乐节Druga Godba。在1980年代，卢布尔雅那是新斯洛文尼亚艺术（Neue Slowenische Kunst）运动的中心，莱巴哈乐队和理论家Slavoj Žižek 都属于这一运动。
2002年在卢布尔雅那西南约20公里的一个考古遗址发现了一个公元前3200年的轮子，据信这是迄今为止发现的最早的木制轮子。

## 友好城市
- - 雅典（希腊），2000年
- - 贝尔格莱德（塞尔维亚），2003年
- - 布拉迪斯拉发（斯洛伐克），1967年
- - 布鲁塞尔（比利时），2004年
- - 开姆尼茨（德国），1966年
- - 成都（中国），1981年
- - 克利夫兰（美国）
- - 勒沃库森（德国），1979年
- - 馬爾丁（土耳其），2003年
- - 莫斯科（俄罗斯），2000年
- - 诺丁汉（英国），1963年
- - 帕尔玛（意大利），1964年
- - 佩薩羅（意大利），1964年
- - 普洛切（克罗地亚），1982年
- - 里耶卡（克罗地亚），1979年
- - 萨拉热窝（波黑），2002年
- - 斯科普里（北马其顿），2021年
- - 苏塞（突尼斯），1969年
- - 第比利斯（格鲁吉亚），1977年
- - 维也纳（奥地利），1999年
- - 威斯巴登（德国），1977年
- - 萨格勒布（克罗地亚），2001年